# Phantogram
Phantogram — музыкальный дуэт из Гринвича, появившийся в 2007 году и исполняющий инди-поп. В состав входят Сара Бартел (вокал, клавишные) и Джош Картер (вокал, гитара).

## История
Сара Бартел и Джош Картер подружились, когда учились в средней школе. Картер со старшим братом Джоном играли в группе Grand Habit, а Бартел изучала изобразительное искусство в Берлингтоне. Летом 2007 года оба они вернулись в родной город и начали сотрудничать. На их музыку оказали влияние J Dilla, Madlib, Cocteau Twins, The Flaming Lips, Sonic Youth, Yes, The Beatles, Дэвид Боуи, Джон Фрушанте, Серж Генсбур, Кевин Шилдс и Принс.
Дуэт первоначально назывался Charlie Everywhere, под этим названием они выступали в Саратога-Спрингс и были подписаны на местном лейбле Sub-Bombin Records. 26 января 2009 года группа подписала контракт с компанией Barely Breaking Even, перед этим изменив название на Phantogram. Одноимённый мини-альбом вышел 12 мая 2009 года, за ним последовал диск Running from the Cops. В октябре того же года музыканты подписали контракт с Barsuk Records.
Phantogram выпустили дебютный студийный альбом Eyelid Movies в сентябре 2009 года на BBE (Европа) и в феврале 2010-го на Barsuk Records (США). Альбом был записан в сарае на ферме родителей Джоша. Пластинка получила в целом благожелательные отзывы музыкальных журналистов. В качестве синглов с альбома были изданы песни «Mouthful of Diamonds», «When I’m Small» и «As Far As I Can See». Первым треком, который получил официальное видео, стала композиция «Mouthful of Diamonds».
1 ноября 2011 года состоялся релиз мини-альбома Nightlife, включавший сингл «Don’t Move», а 20 ноября 2012 года они представили видео на эту композицию.
В 2015 году объединились с Big Boi в группу Big Grams и выпустили мини-альбом под одноименным названием.
7 октября 2016 года Phantogram выпустили альбом под названием "Three", продюсером которого является Рики Рид. 21 июля 2016 года на Vevo-канал группы выложили видео на песню "You Don't Get Me High Any More".
В 2018 году выпустили мини-альбом Someday/Saturday, записанный для Американского фонда предотвращения самоубийств.

## Дискография

### Студийные альбомы
- Eyelid Movies (2009)
- Voices (2014)
- Three (2016)
- Ceremony (2020)

### Мини-альбомы
- Phantogram (2009)
- Running from the Cops (2009)
- Nightlife (2011)
- Phantogram (2013)
- Big Grams (Как Big Grams) (2015)
- Someday/Saturday (2018)

### Синглы
- «Mouthful of Diamonds» (2009)
- «When I’m Small» (2009)
- «As Far as I Can See» (2011)
- «Don’t Move» (2011)
- «Black Out Days» (2013)
- «Nothing but Trouble» (2013)
- «Fall in Love» (2013)
- «You Don't Get Me High Anymore» (2016)